# (26825) 1989 SB14
(26825) 1989 SB14 est un astéroïde de la ceinture principale découvert en 1989.

## Description
(26825) 1989 SB14 a été découvert le 26 septembre 1989 à l'observatoire de Calar Alto, dans la Province d'Almería en Espagne, par Johann Martin Baur et Kurt Birkle.

### Caractéristiques orbitales
L'orbite de cet astéroïde est caractérisée par un demi-grand axe de 2,58 UA, un périhélie de 2,18 UA, une excentricité de 0,15 et une inclinaison de 13,34° par rapport à l'écliptique. Du fait de ces caractéristiques, à savoir un demi-grand axe compris entre 2 et 3,2 UA et un périhélie supérieur à 1,666 UA, il est classé, selon la JPL Small-Body Database, comme objet de la ceinture principale.

### Caractéristiques physiques
(26825) 1989 SB14 a une magnitude absolue (H) de 14,7 et un albédo estimé à 0,240.